# Lázár Zsuzsa (iparművész)
Lázár Zsuzsa (Mezőkövesd, 1959. július 14. –) Kozma Lajos Kézműves Iparművészeti Ösztöndíjas porcelánkészítő iparművész.
A Képző- és Iparművészeti Szakközépiskolában tanult kerámia szakon 1977-ig, 1979-ben felvették a Magyar Iparművészeti Főiskola porcelán szakára. Mestere Schrammel Imre volt. 1992 és 1993 között a Magyar Iparművészeti Főiskola Menedzser és Továbbképző Intézet art és design menedzser képesítést szerezve. 1995–1996 között a Janus Pannonius Tudományegyetem DLA-ját végezte el. Kozma Lajos Kézműves Iparművészeti Ösztöndíj: 1988–1991. 1993-tól a DeForma tagja. 1984 -től 1997-ig a Magyar Iparművészeti Főiskola tanársegéde lett. 1992–1997 között a Budai Rajziskola vezetője. Majd 1997-től a Budai Rajziskola- Művészeti Szakközépiskola és Szabadiskola igazgatója. 1990-ben, 1991-ben volt egyéni kiállítása Budapesten a Ferencvárosi Pincetárlaton és a Mezőkövesdi Művelődési Központban. Csoportos kiállításokon részt vett a Budapesten, Siklóson, Kecskeméten, Belgrádban, Pécsett, Münchenben, Porvooban, Kalocsán, Zalaegerszegen, valamint Dombóváron. 1993-ban Moholy-Nagy László Formatervezési Ösztöndíjban részesült 1998-ban.[forrás?]